# Asmate litoralaria
Asmate litoralaria là một loài bướm đêm trong họ Geometridae.